# Švábský městský spolek

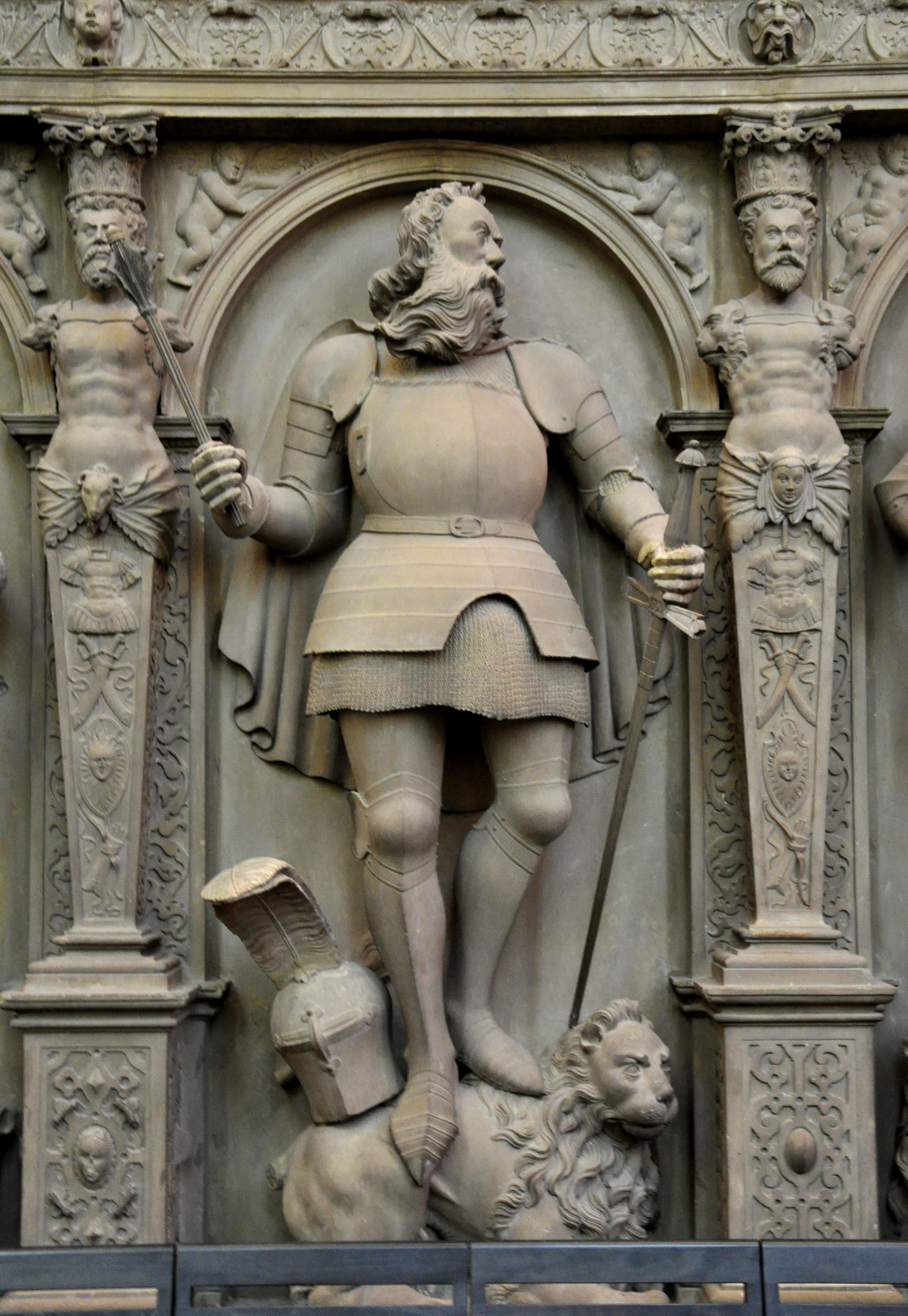
Oldřich Württemberský se pokusil porazit spolek u Reutlingenu

Švábský městský spolek (německy Schwäbischer Städtebund) byla středověká obranná vojenská aliance svobodných říšských měst ve Svaté říši římské na území bývalého Švábského vévodství, které zaniklo roku 1313. Městský spolek byl založen 4. července 1376, ale nebyl uznán císařem, protože ho považoval za snahu měst o povstání a proto již roku 1388 byl poražen spojenými silami Württemberska, Rýnské Falce a Norimberského purkrabství v bitvě u Döffingenu. Následujícího roku 5. května 1389 byl spolek rozpuštěn na základě rezoluce říšského sněmu zasedajícího v Chebu.
Roku 1488 císař Fridrich III. Habsburský založil nový Švábský spolek, ve kterém figurovalo mimo jiné i původních 26 členských říšských měst.

## Seznam členů
Původních 26 zakládajících měst:
| - Aalen - Augsburg - Biberach - Bopfingen - Dinkelsbühl - Donauwörth - Esslingen - Giengen - Heilbronn |  | - Isny - Kaufbeuren - Kempten - Leutkirch - Lindau - Memmingen - Nördlingen - Pfullendorf - Ravensburg |  | - Reutlingen - Schwäbisch Gmünd - Schwäbisch Hall - Überlingen - Ulm - Wangen - Weil - Wimpfen |

| později se připojily: - Buchhorn - Kostnice - Leutkirch im Allgäu - St. Gallen - Rothenburg ob der Tauber - Rottweil - Windsheim |  | Roku 1380 se měli ke spolku připojit: - Württemberské hrabství - Oettingenké hrabství - Hohenberské hrabství |